# Бэкей, Ник
Ник Бэкей (англ. Nick Bakay; род. 8 октября 1959 года, Буффало, штат Нью-Йорк, США) — американский сценарист, актёр, комик и спортивный комментатор. Больше всего известен как голос кота Сэлема Сэберхэгена в американском комедийном телесериале «Сабрина — маленькая ведьма» и бобра Норберта в «Крутых бобрах». Играл роль Карла в сериале «Долго и счастливо», а также являлся продюсером этого сериала.

## Карьера
Бэкей был сценаристом сериала «Сабрина — маленькая ведьма». Он озвучивал кота Сэлема и бобра Норберта в «Крутых бобрах»; был художником мультсериала про Сабрину.
Бэкей также является активным спортивным писателем и комментатором. Он пишет статьи для NFL.com еженедельную колонку Nick Bakay’s Manly House of Football, а также иногда пишет статьи для ESPN.com и журнала ESPN. Он участвовал в утреннем телешоу ESPN SportsCenter во время сезона НХЛ, часто появлялся в выпусках NFL Total Access по NFL Network. Бэкей также был гостем во многих эпизодах спортивных ток-шоу Up Close и Talk2, а также участвовал в Jim Rome Is Burning и несколько других спортивных шоу.
В начале карьеры Бэкей писал сюжеты комиксов про Злого клоуна для юмористического журнала National Lampoon. В сезоне 1993/1994 он присоединился к авторской группе скетч-шоу «В ярких красках», также участвовал в нём в качестве актёра. Он работал на канале Comedy Central, писал сценарии и участвовал во многих передачах, включая Night After Night with Allan Havey и Sports Monster.
С 2000 года Бэкей был продюсером комедийного телесериала канала CBS «Король Квинса», писал для него сценарии и снялся в качестве актёра в нескольких эпизодах. Вместе с ведущим актёром этого сериала Кевином Джеймсом он написал сценарий к кинокомедии «Шопо-коп», вышедшей на экраны в 2009 году, а также его сиквелу 2015 года. Сценарий второго фильма был номинирован на антипремию «Золотая малина».
В 2006 году Бэкей написал и озвучил короткометражный мультфильм «Приключения Бакстера и Макгвайера» для канала Comedy Central, который был номинирован на дневную премию Эмми.
С 2006 по 2010 год Бэкей был продюсером комедийного сериала «Долго и счастливо», где также снимался как актёр. В 2011 году написал сценарий для фильма «Хранитель зоопарка», вновь в соавторстве с Кевином Джеймсом. С 2013 года Бэйкей является продюсером комедийного сериала «Мамаша».

## Личная жизнь
Бэкей закончил Кеньонский колледж в 1981 году.
Работая на канале Comedy Central, Бэкей познакомился со своей женой Робин, которая занималась производством рекламы. Они поженились в феврале 1994 года, а сейчас живут на западе Голливуда вместе с собакой и двумя кошками, одну из которых зовут Салем.